# Nygmet Nurmakov
Nygmet Nurmakov (em cazaque:  Nyǵmet Nurmaquly Nurmaqov, 25 de abril de 1895 - 27 de setembro de 1937) foi um político do Cazaquistão que serviu como primeiro-ministro do Cazaquistão de outubro de 1924 a fevereiro de 1925.
Em 1926, ele foi acusado de apoiar o nacionalismo étnico e exilado do Cazaquistão.
Ele era o presidente do Conselho dos Comissários do Povo.